# Kostel svaté Máří Magdaleny (Heřmanice)
Kostel svaté Maří Magdaleny je římskokatolický filiální, původně farní kostel v Heřmanicích u Jaroměře v okrese Náchod v Královéhradeckém kraji. Kostel je chráněn jako kulturní památka České republiky.

## Historie
Sláva barokního kostela je spojena s poutěmi pořádanými k zázračnému obrazu Panny Marie Mariazellské. Vznik poutní tradice je spjat s poutí Bartoloměje Krieglera v roce 1766 do nejnavštěvovanějšího poutního místa habsburské monarchie Mariazell ve Štýrsku. Po návratu zavěsil na hrušku v Heřmanicích obrázek Panny Marie Mariazellské. V srpnu téhož roku se u obrazu přihodily zázračné události a proto jej farníci přenesli do místního kostela.

## Architektura
Původně barokní stavbu založil na základech vypáleného středověkého chrámu hrabě František Antonín Špork. Ta byla po požáru v roce 1882 klasicistně přestavěna a byla přistavěna věž.

### Náhrobní desky a pohřby
- Markéta z Valdštejna, rozená Smiřická ze Smiřic († 22.7. 1593); Albrechtova matka; byla pohřbena před hlavním oltářem, pískovcová náhrobní deska s valdštejnským erbem je vsazena do stěny kostela, identifikuje ji čitelná část nápisu sslechticzna s datem úmrtí przed swatym Bartholomeem  tj. před 25. červencem
- Vilém IV. z Valdštejna († 25.2.1595); byl pohřben před hlavním oltářem, Albrechtův otec; náhrobní desku pravděpodobně identifikuje část nápisu przed ocisstienim panny marie
- Jan Jiří, Albrechtův bratr, místo neznámé
- Adam, Albrechtův bratr, místo neznámé
- Marie Magdaléna, Albrechtova sestra; pískovcová náhrobní deska s valdštejnským erbem
- Hedvika, Albrechtova sestra; pískovcová náhrobní deska vsazena do stěny kostela, identifikuje ji valdštejnský erb a část nápisu HEDWiKA
- Markéta, Albrechtova sestra, místo neznámé
- Anna Kateřina, provdaná ze Žerotína, Albrechtova sestra (místo pohřbu není známo, pravděpodobně na žerotínském panství)

Uvnitř lodi (?) jsou zasazeny náhrobky rodičů Albrechta z Valdštejna. Náhrobní desky dvou sester s valdštejnským erbem a pamětní deska Albrechta z Valdštejna jsou umístěny ve vnějších zdech kostela.

## Bohoslužby
Bohoslužby se konají poslední sobotu v měsíci v 18.00 letního a v 17.00 zimního času.

## Galerie

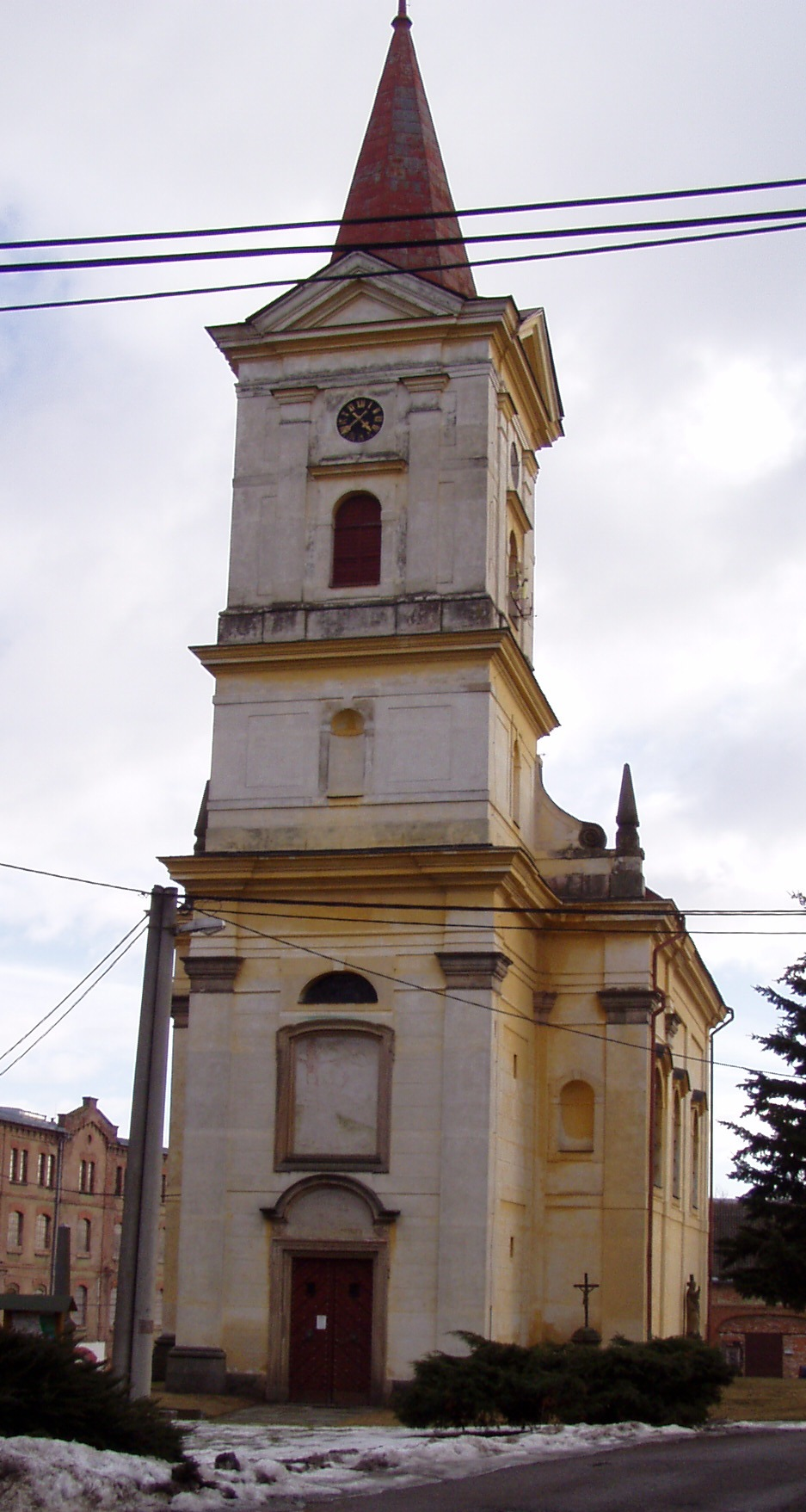
Věž
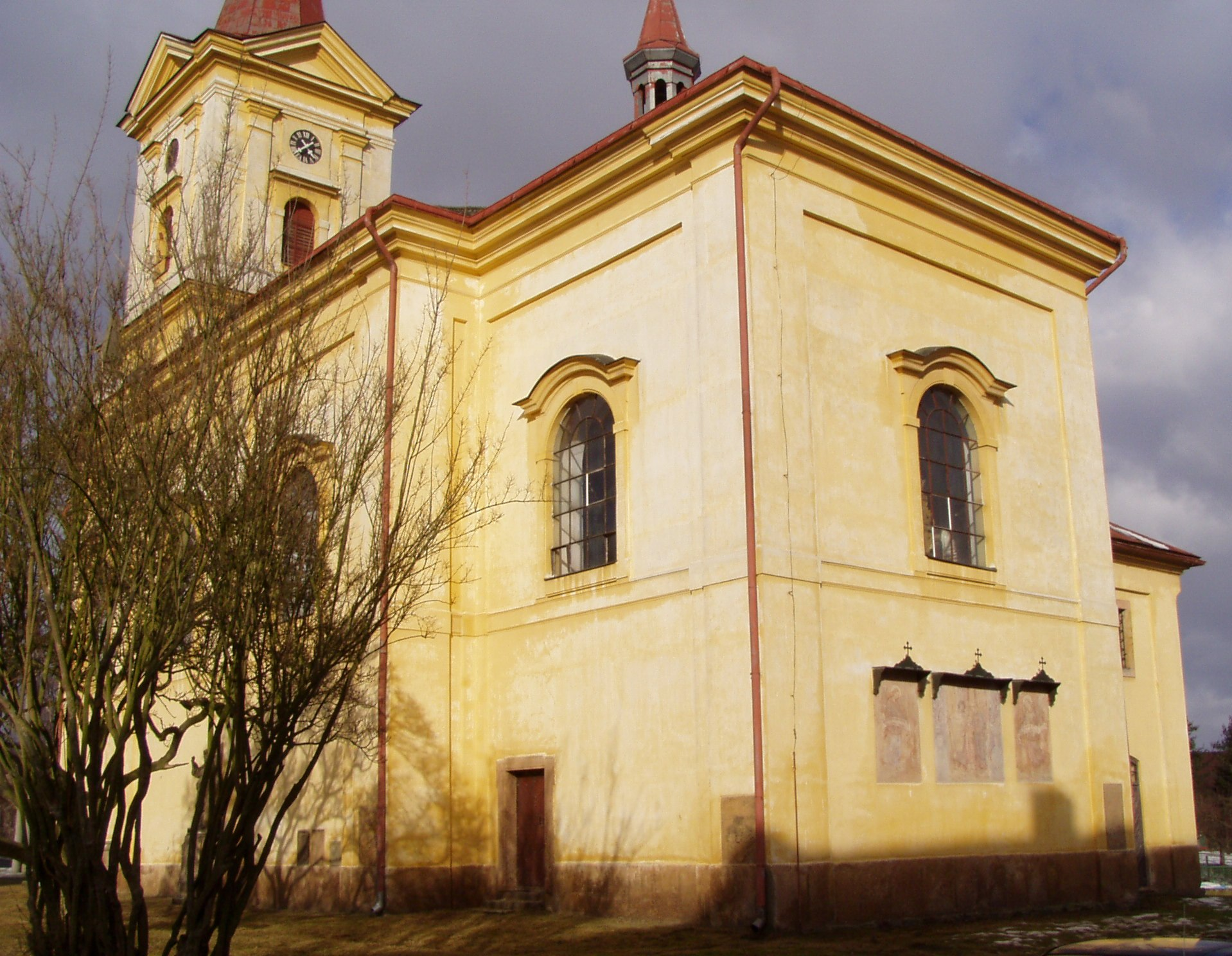
Kostel zezadu
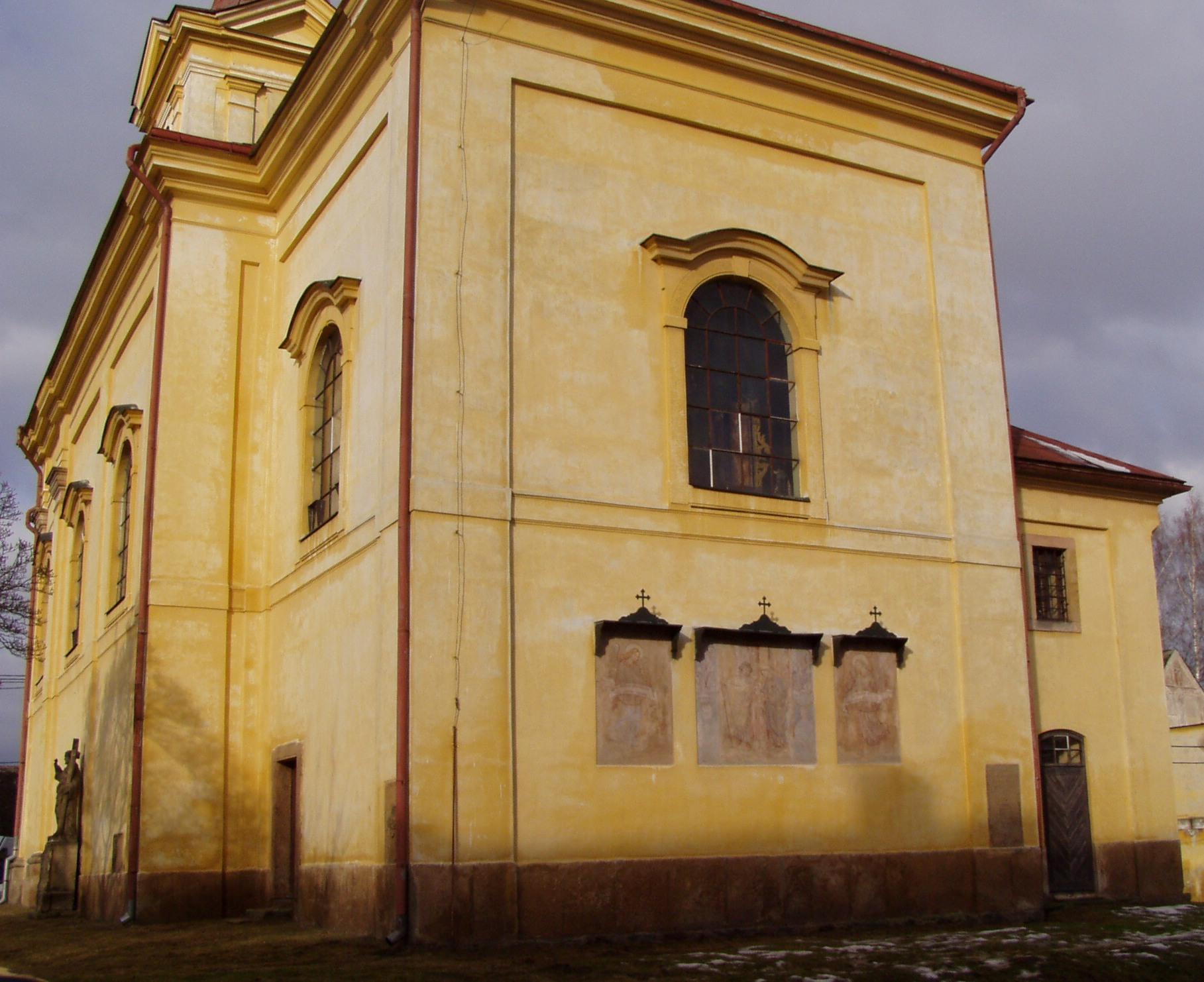
Kostel zezadu
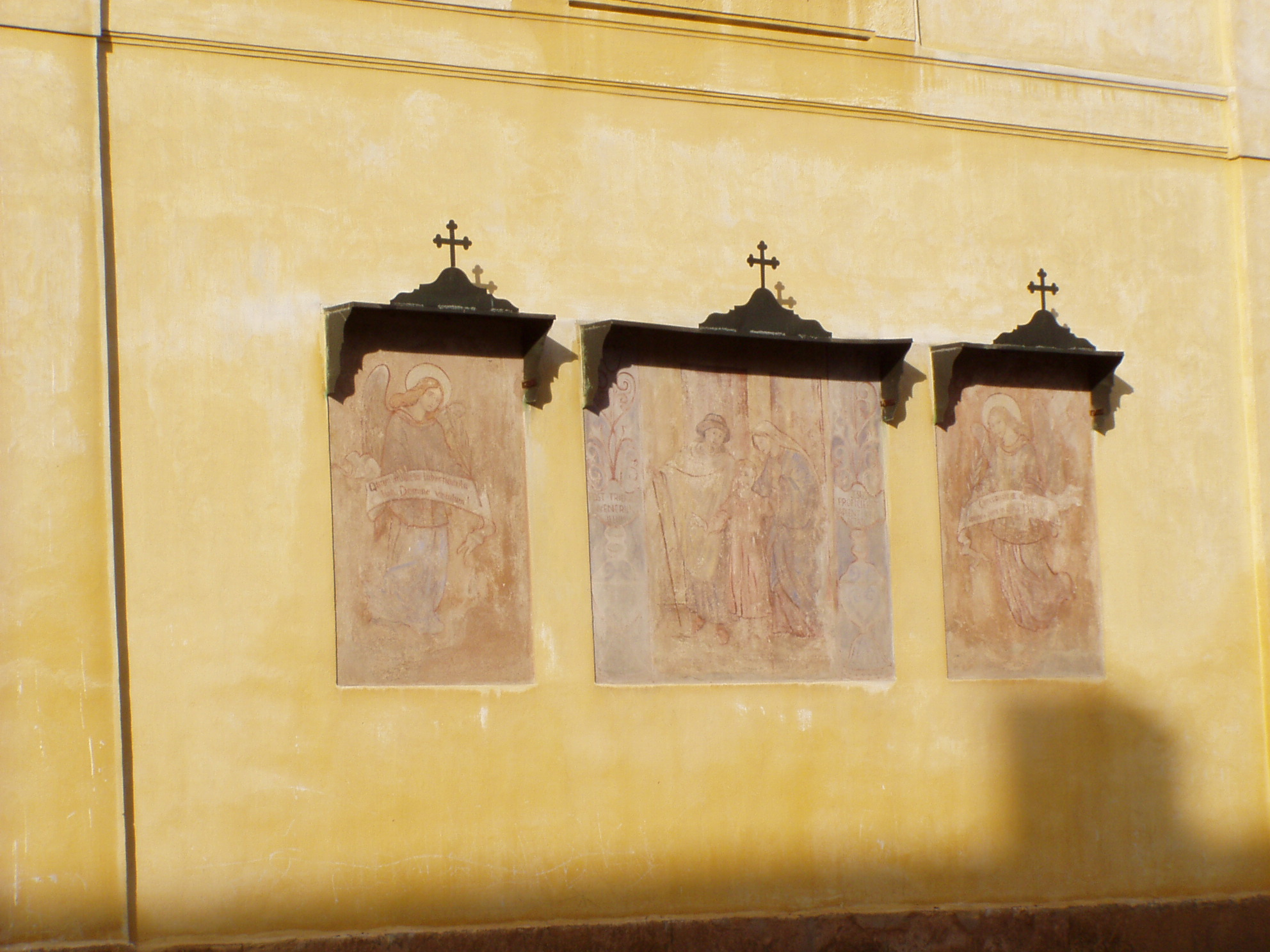
Fresky
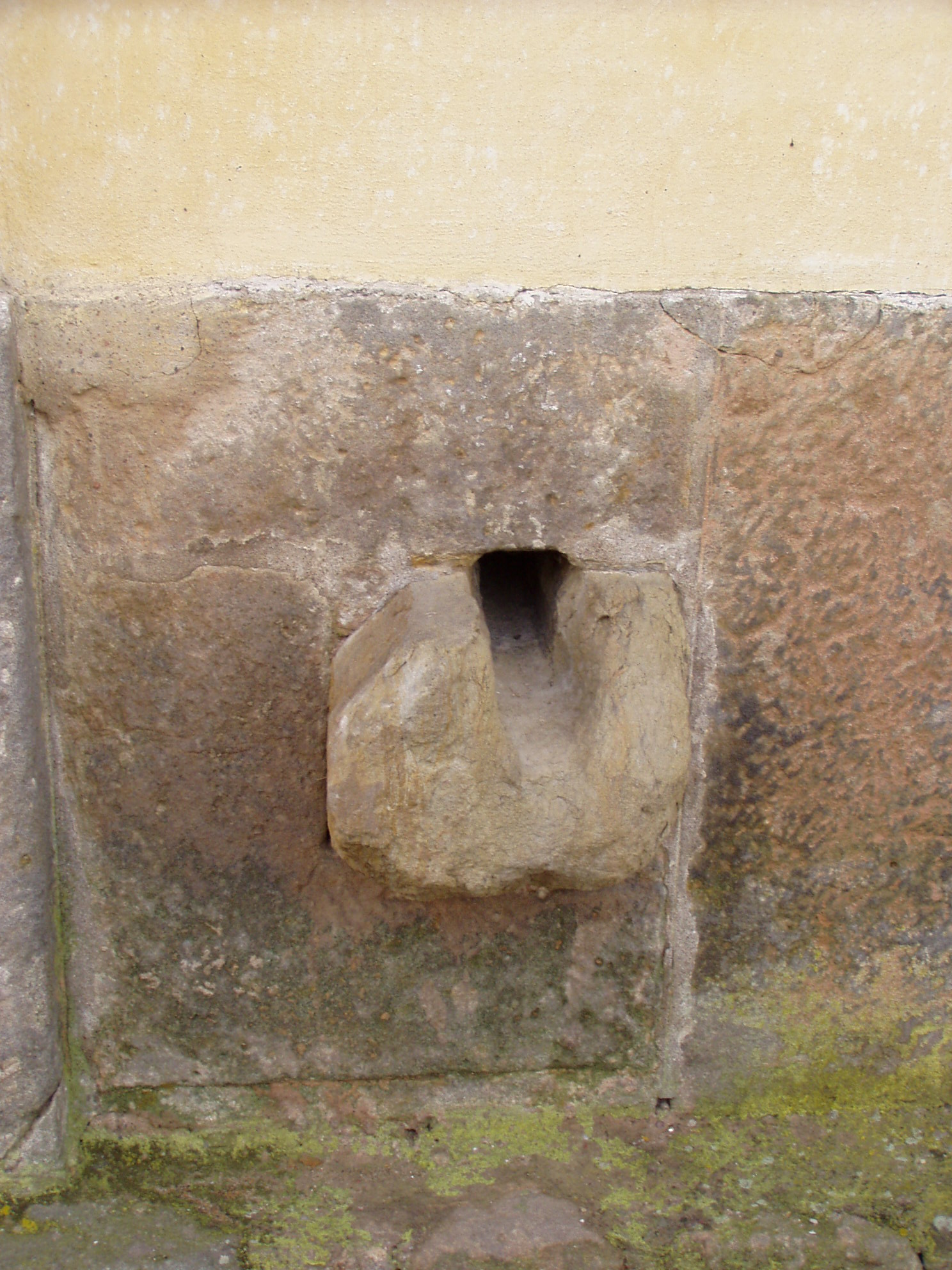
Kamenné korýtko
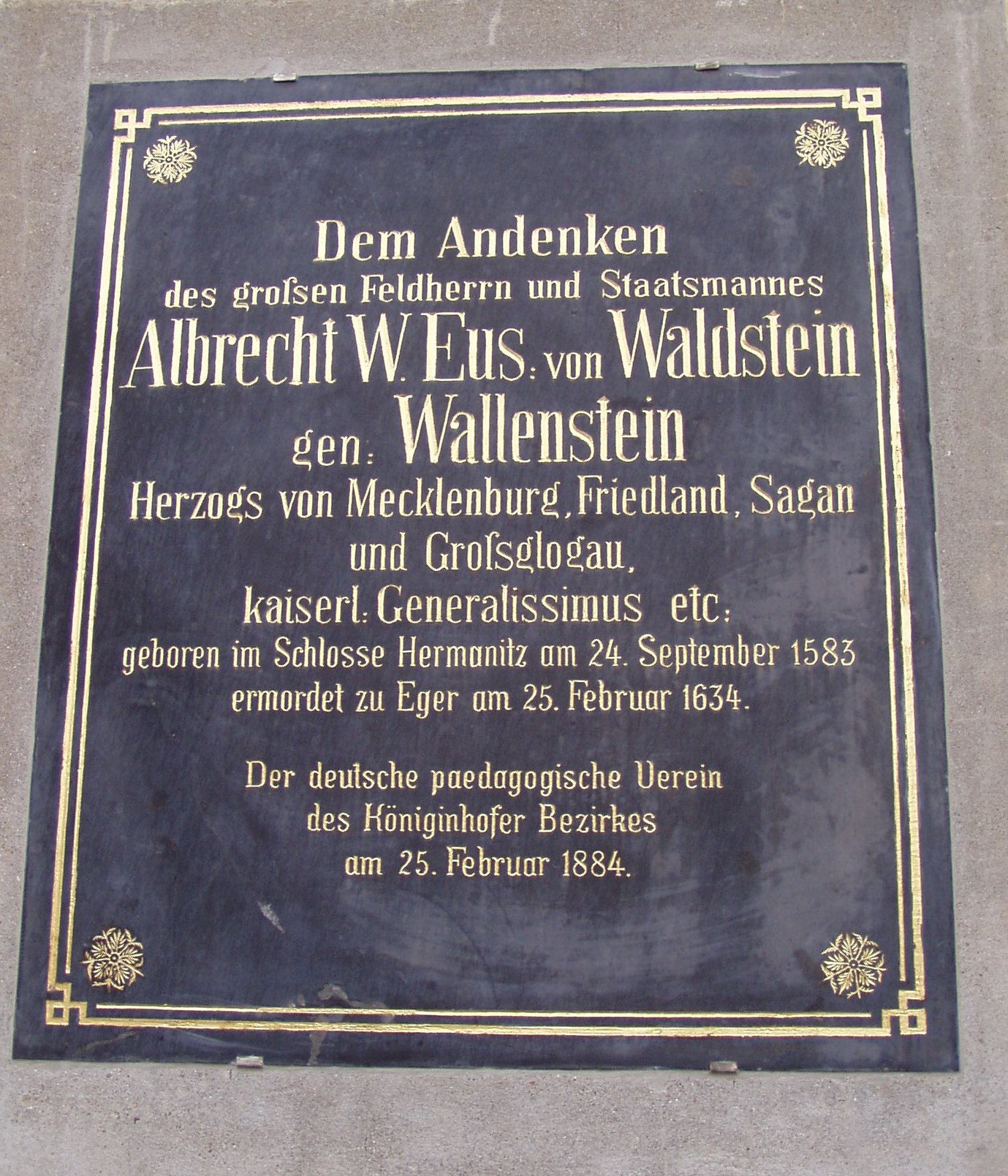
Pamětní deska Albrechta z Valdštejna
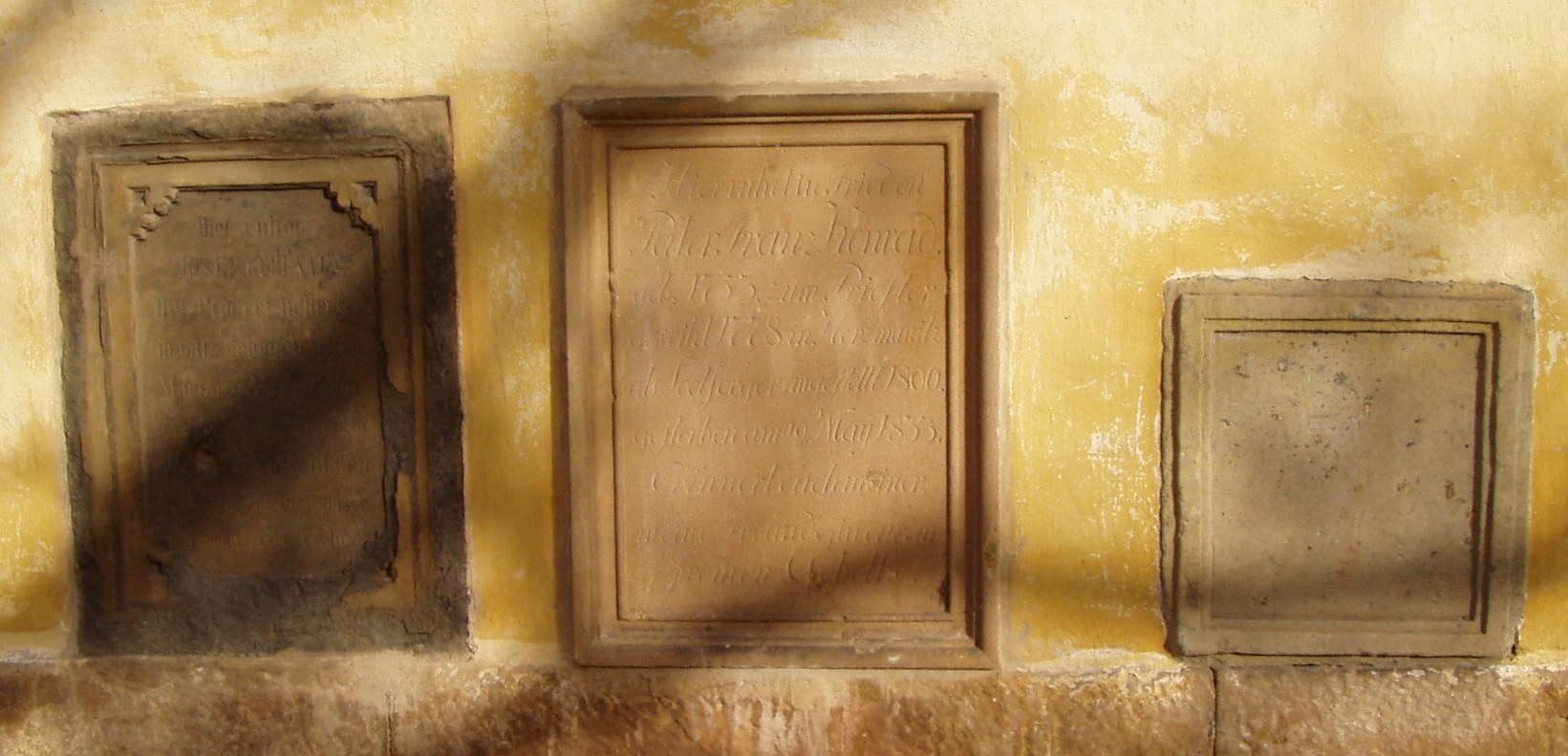
Náhrobníky z 19. stol.
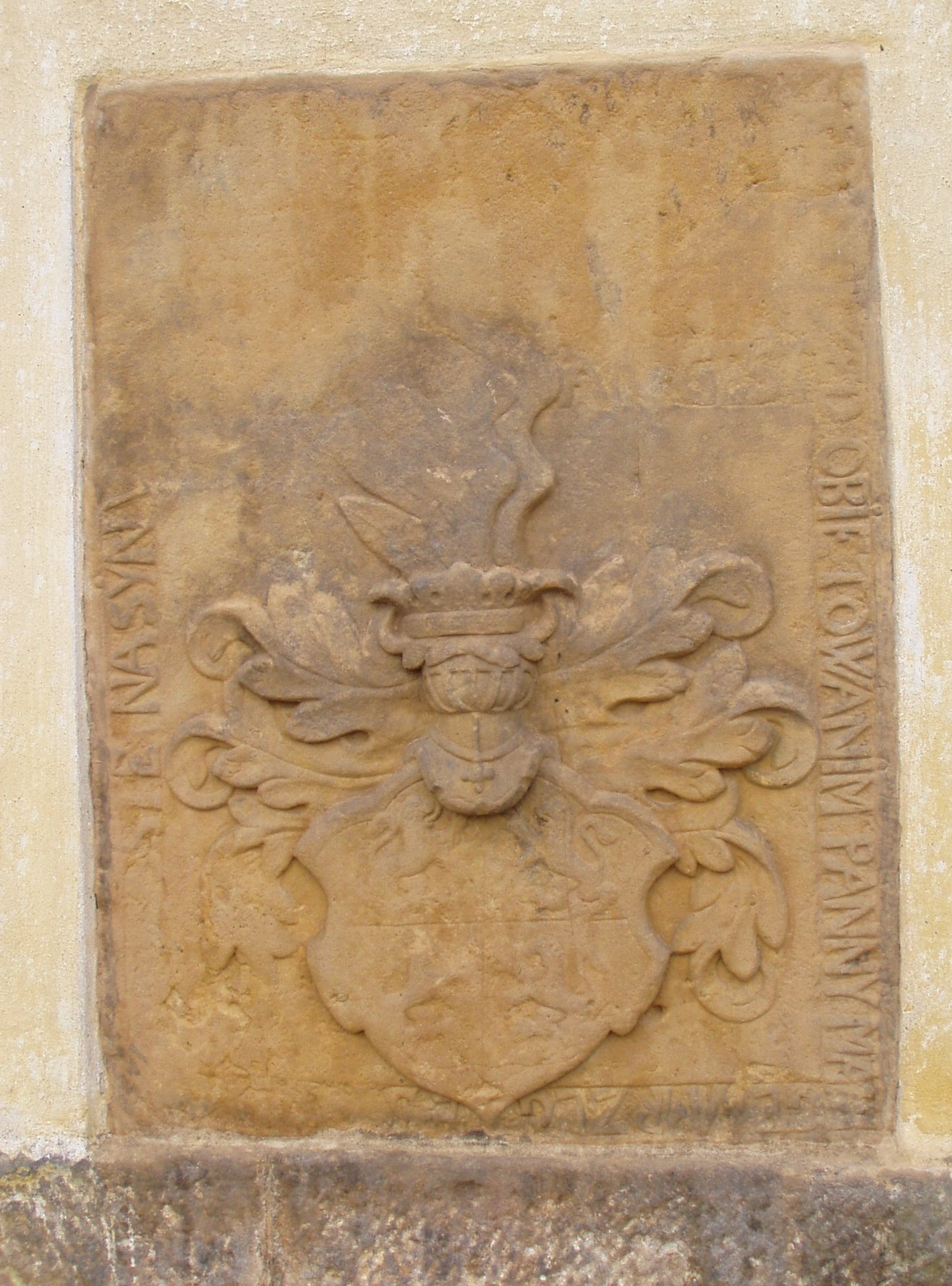
Náhrobní deska Valdštejnovy sestry
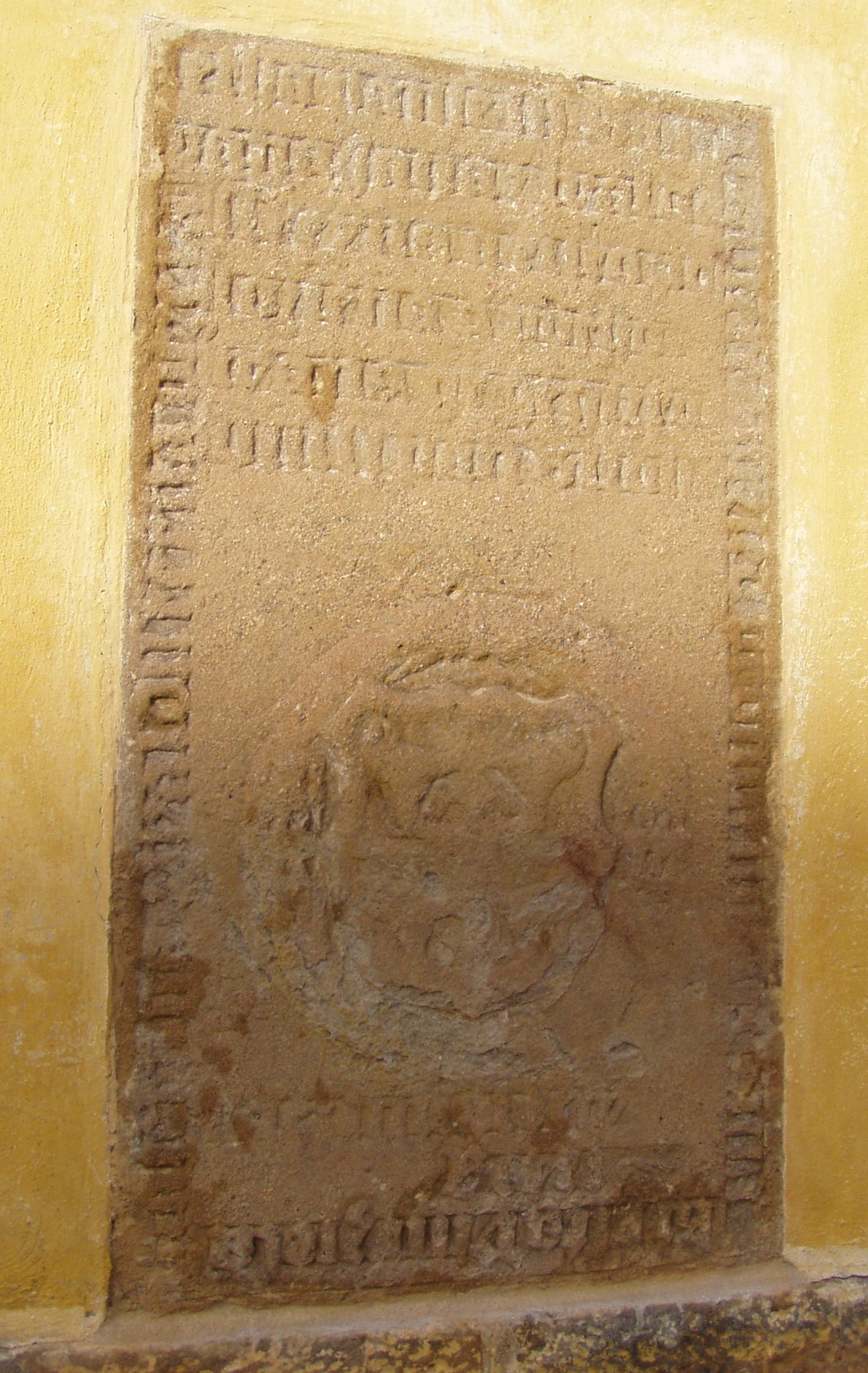
Gotická náhrobní deska
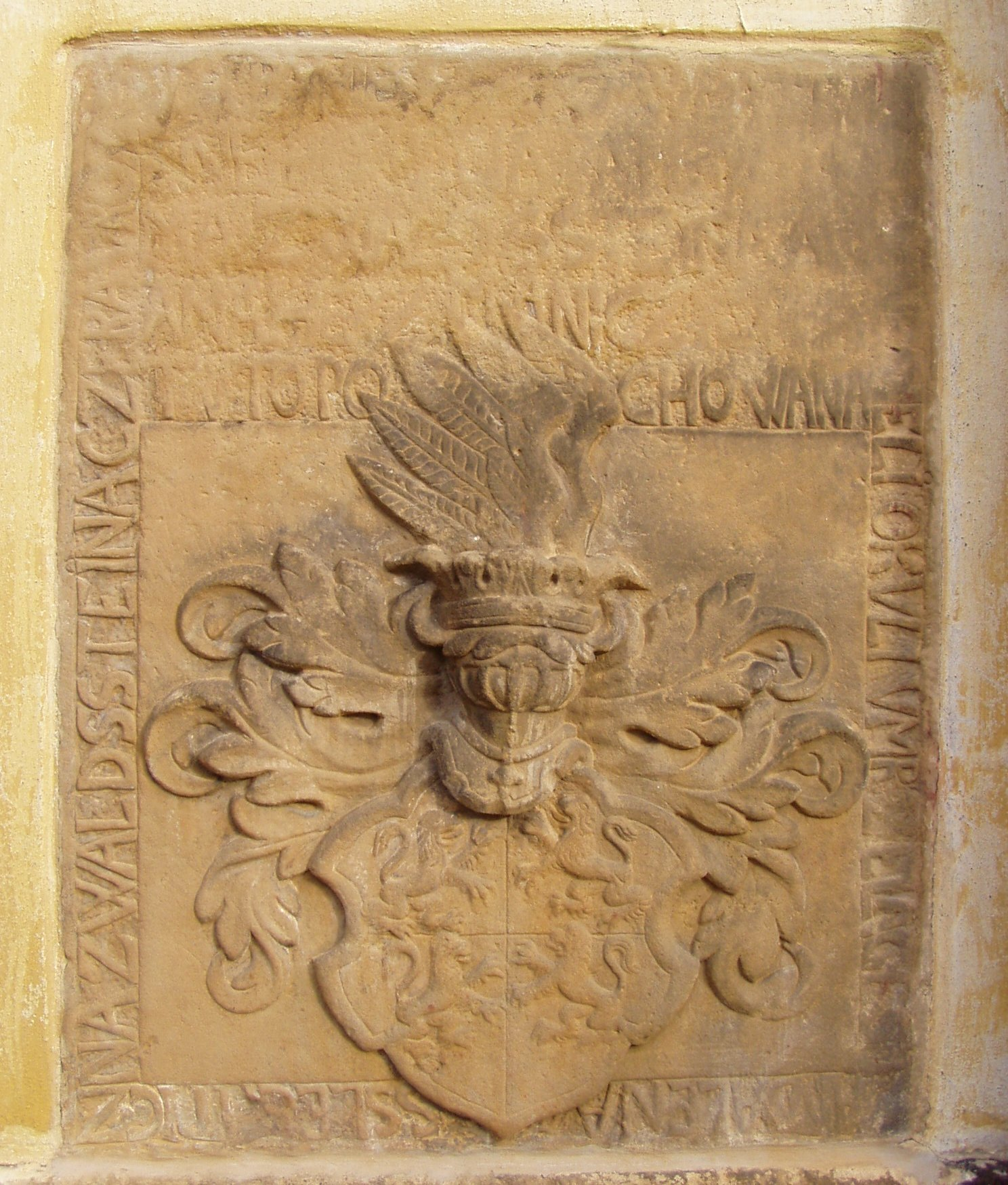
Náhrobní deska Valdštejnova otce (?)
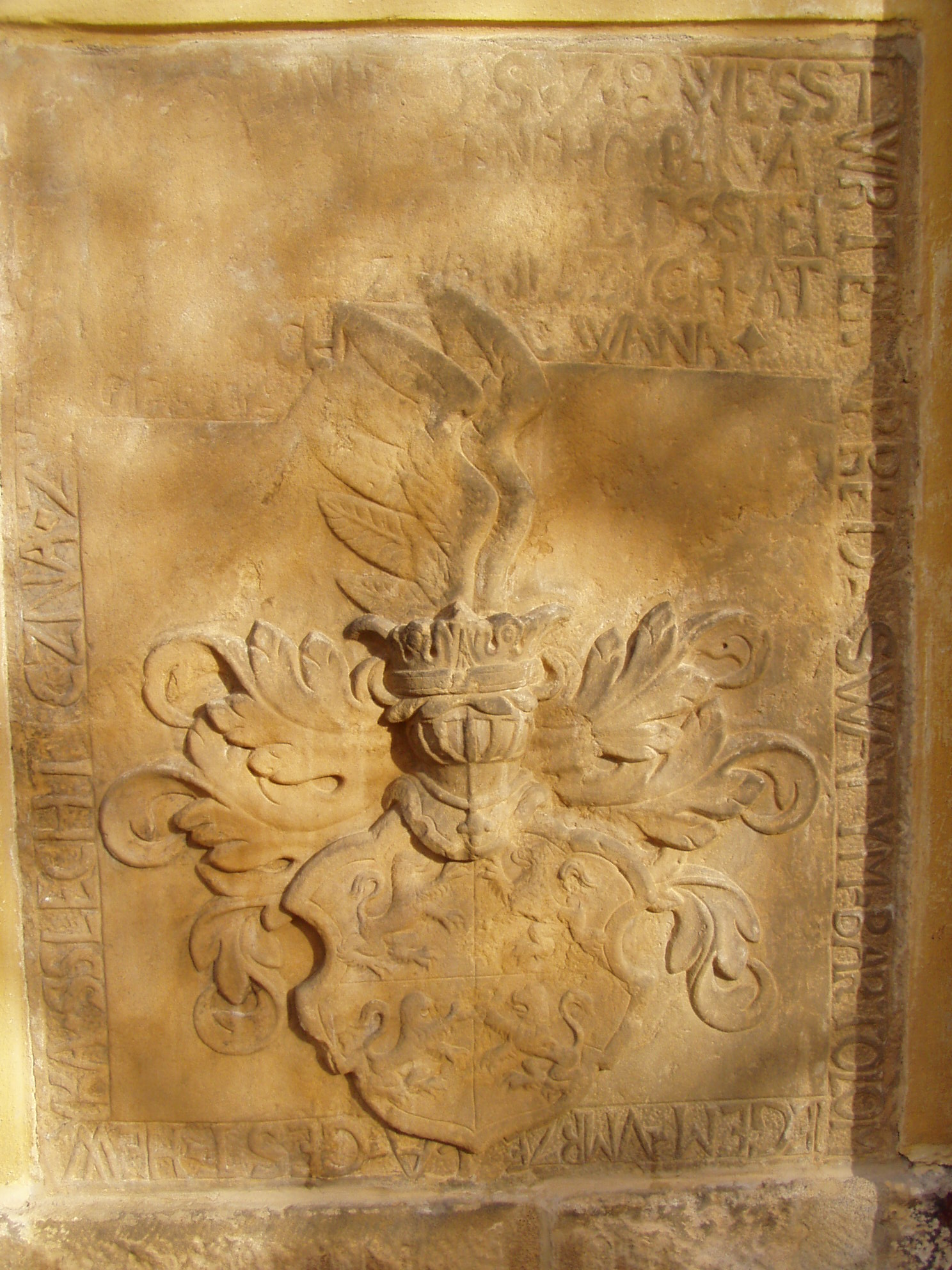
Náhrobní deska Valdštejnovy matky
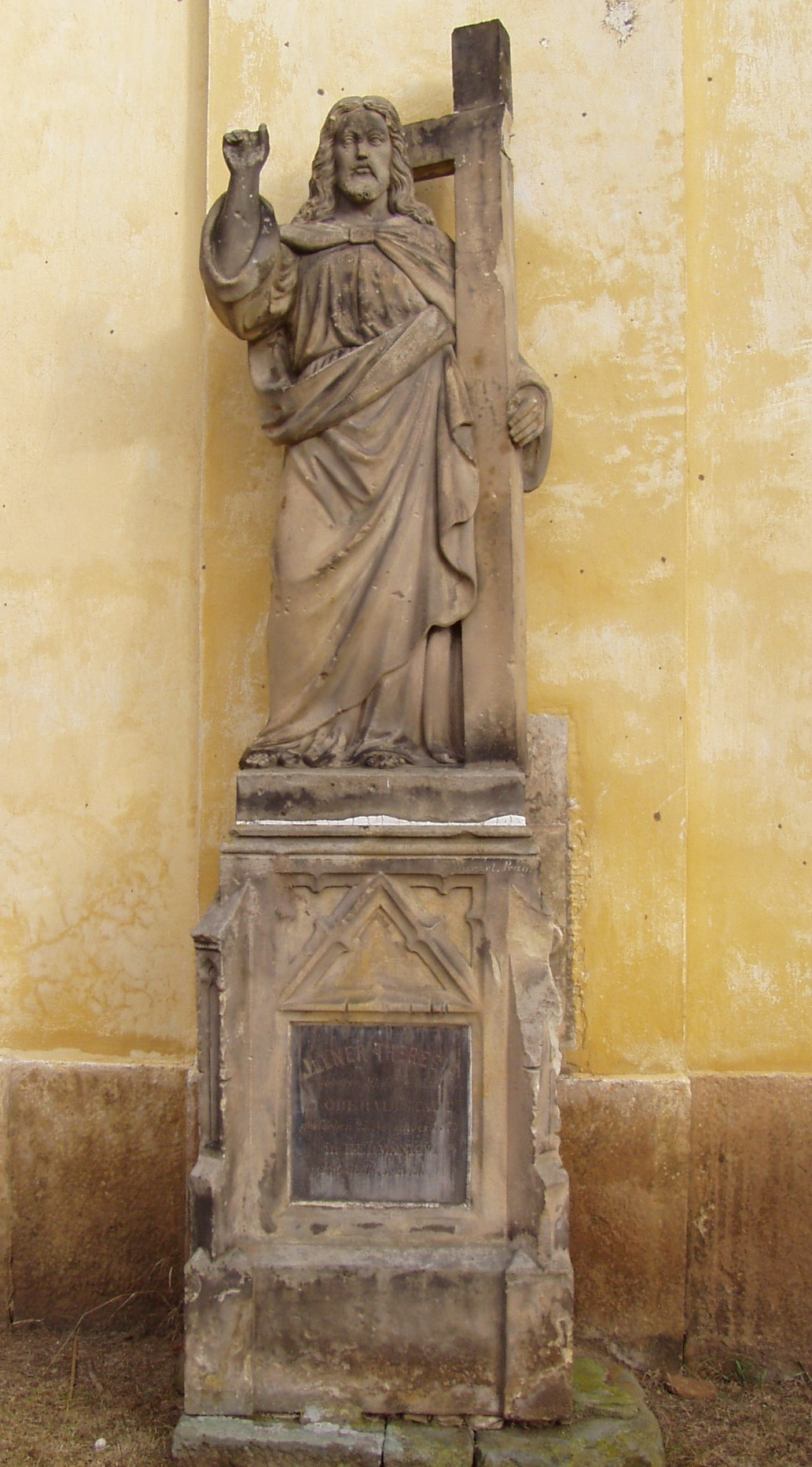
Socha Krista Spasitele